# Kaozheng
Kaozheng (chinês tradicional: 考證; "busca por evidências"), alternativamente chamado de kaoju xue (chinês tradicional: 考據學; "pesquisa baseada em evidência") e Escola Qian-Jia (chinês tradicional: 乾嘉學派), foi uma escola de pensamento e uma abordagem para o estudo e pesquisa que surgiu na dinastia Qing da China e situada temporalmente entre 1600 a 1850. Ela teve maior proeminência durante o reinado do Imperador Qianlong e do Imperador Jiaqing, de onde deriva o nome alternativo Escola Qian-Jia. A abordagem utilizada nessa escola corresponde aos métodos da crítica textual moderna e às vezes esteve associada também ao empirismo em tópicos científicos.

## História e controvérsias
Alguns dos mais importantes pensadores da primeira geração Qing permaneciam leais aos Ming, incluindo Gu Yanwu, Huang Zongxi e Fang Yizhi. Em parte, enquanto uma reação à suposta lassidão e ao excesso do último imperador Ming, eles se voltaram para o Kaozheng, ou aprendizado baseado em evidências, que enfatizava o estudo textual cuidadoso e o pensamento crítico.
Em vez de considerar kaozheng como um fenômeno local das áreas de Jiangnan e Pequim, a historiografia sobre o assunto propôs analisá-lo como uma tendência geral no desenvolvimento da erudição chinesa à luz da contribuição de Cui Shu (1740-1816).
No final da dinastia Qing e no início do século XX, estudiosos reformistas como Liang Qichao, Hu Shih e Gu Jiegang viram no kaozheng um passo em direção ao desenvolvimento do modo empírico de erudição e ciência na China. Por outro lado, Carsun Chang e Xu Fuguan criticaram kaozheng como intelectualmente estéril e politicamente perigoso.
Enquanto Yu Ying-shih no final do século XX tentou demonstrar a continuidade entre o kaozheng e o neoconfucionismo a fim de fornecer uma base não revolucionária para a cultura chinesa, Benjamin Elman argumentou que o kaozheng constituiu "uma revolução empírica" que rompeu com o postura da combinação neoconfucionista entre considerações teleológicas e erudição.

### Influência no Japão
Os métodos de kaozheng foram importados no período Edo para o Japão como kōshō ou kōshōgaku. Essa abordagem combinava crítica textual e empirismo em um esforço para encontrar significados antigos e "originais" dos textos. O primeiro uso da metodologia kaozheng no período Edo japonês foi a edição crítica realziada por Keichū do Man'yōshū. Esses métodos foram eventualmente usados pelos Kokugaku para argumentar que a ciência moderna teve origem no Japão e também contribuíram para a crítica do Kokugaku ao budismo.